# Војтех Тука
Војтех Лазар "Бела" Тука (слч. Vojtech Tuka; Штјавњицке Бање, 4. јул 1880 − Братислава 20. август 1946) био је словачки политичар који је у периоду од 1939. године до 1944. године обављао функцију премијера и министра спољних послова Прве словачке републике. Тука је био једна од главних сила која је стајала иза депортације словачких Јевреја у нацистичке концентрационе логоре у окупираној Пољској. Био је вођа радикалног крила Словачке народне странке.

## Рана каријера
Тука, кога понекад зову и мађарским именом Бела, рођен је у Хегибањи, у округу Хонт Краљевине Мађарске (данас: Штјавњицке Бање, Словачка). Студирао је право на универзитетима у Будимпешти, Берлину и Паризу. Постао је најмлађи професор у Краљевини Мађарској, предавао је право у Печују и од 1914. године до 1919. године, на Елизабетанском универзитету у Братислави. После распуштања тог универзитета 1919. године, радио је као уредник у Братислави.
Након оснивања Чехословачке крајем 1918. године, придружио се аутономној Словачкој народној странци. Растуће сепаратистичко расположење касније ће омогућити успон Туке на власти. Године 1919. изабран је у председништво Државне хришћанске социјалистичке партије као кандидат за словачку секцију. Године 1923. основао је организацију Родобрана ("Кућна стража"), наоружану милицију. Тука је такође био посланик у чехословачком парламенту.

## Наводи ошпијунажии прва затворска казна
1. јануара 1928. године Тука је објавио чланак под насловом "Vacuum iuris", у коме се наводи да је био занемарен анекс "Мартинове декларације" од 30. октобра 1918. (словачка верзија чехословачке декларације о независности од 18. октобра 1918.) којом су Словачки представници званично придружени новооснованој држави Чехословачкој. Овај анекс, према Туки, каже да је декларација по договору била валидна само десет година; након 30. октобра 1928, тврдио је, прашки спис више неће важити у Словачкој. Прашка влада оптужила је Туку за шпијунажу и издају. Тука је проглашен кривим и осуђен на 15 година затвора; одслужио је око десет година те казне.

## Словачка Република и раст Тукине политичке моћи
9. марта 1939. чешке трупе прешле су у Словачку као реакција на радикалне позиве на независност од стране словачких родољуба (укључујући Туку, који је недавно пуштен из затвора). 13. марта Адолф Хитлер искористио је овај "Хомолов пуч", подстичући Јозефа Тисоа - словачког бившег премијера и римокатоличког свештеника свргнутог од стране чешких трупа - да прогласе словачку независност 14. марта актом словачке скупштине. Чешки део Чехословачке укључен је у Нацистичку Немачку као протекторат. Тисо је 14. марта 1939. постао премијер нове словачке државе; изабран је за председника 26. октобра 1939. и одмах је Туку именовао за премијера.
Салзбуршка конференција, закључена између Словачке и Рајха у Салзбургу, Аустрија, 28. јула 1940. године, резултирала је тесном сарадњом с Немачком, а Тука и други политички лидери повећали су своје моћи на штету Тисоовог оригиналног концепта католичке корпоративне државе. Тука је присуствовао конференцији, као и Хитлер, Тисо, Јоахим фон Рибентроп, Алекандер Мах (шеф страже Хлинка) и Франц Кармасин, шеф домаће немачке мањине. Споразум је захевао двојно командовање: Словачке народне странке и Хлинкашке гарде (ХСЛ), а такође је убрзао и словачку анти-јеврејску политику. Рајх је именовао вођу Штормтрупа Манфреда Фон Килиџера за немачког представника у Словачкој. Тисо је прихватио ове промене у следећем разговору са Хитлером. Као резултат конференције, створене су две државне агенције које се баве „јеврејским пословима“.

## Тука и прогон словачких Јевреја
3. септембра 1940, Тука је приморао словачку скупштину да донесе Уставни закон 210, закон којим се влада овлашћује да учини све што је потребно за искључење Јевреја из економског и друштвеног живота земље. Претходни закони им су већ одузели политичко учешће. 24. новембра, Тука и фон Рибентроп потписали су протокол о уласку Словачке у савез с Немачком, Јапаном и Италијом. 1940. Дитер Вислицени, СС Хауптштурмфирер, послат је у Братиславу да делује као "саветник за јеврејска питања" Тукине владе. Са Вислиценијем, Тука је саставио Правилник Јуденкодек (Јеврејски законик) од 9. септембра 1941, који је садржавао 270 чланова који свеобухватно негирају права словачких Јевреја. Кодекс је био дужи од словачког устава. Било је потребно да Јевреји носе жуту звезду, поништавају се сви дугови према Јеврејима, одузима се јеврејска имовина и протерују Јевреји из Братиславе, главног града Словачке.
Словачка је била прва држава изван директне немачке контроле која је пристала на депортацију својих јеврејских држављана.
1942. Тука снажно се залагао за депортацију словачког јеврејског становништва у источне нацистичке концентрационе логоре. Заједно са министром унутрашњих послова Александром Махом, Тука, који је био потпредседник Словачке народне странке, подстицао је све ближу сарадњу странке са Немачком, коју је подржала гарда Хлинка, наследница Родобрана коју је Тука оживео. Двадесет хиљада Јевреја требало је да буде депортовано у оквиру немачке шеме пресељења, за шта је словачка влада требало да плати пет стотина немачких рајх марки по депортираном. Тисо је био савршено свестан депортација које је Тука извршавао. 1942. године Тисо је одржао говор у Холичу у ком је оправдавао депортације словачких Јевреја. Хитлер је прокоментарисао након овог говора "Занимљиво је како нам овај мали католички свештеник Тисо шаље Јевреје!".
Депортација словачких Јевреја заустављена је у октобру 1942. године, по налогу словачког Савета министара. Наведени су бројни разлози за изненадну одлуку, укључујући притисак словачког свештенства. Извештај братиславске Зихерхајтсдинст, обавештајне агенције СС, навео је да је разлог изненадног заустављања био састанак који је Тука сазвао 11. августа 1942. На том састанку Тука и генерални секретар Индустријске уније рекли су министрима да словачка економија не може издржати сталну депортацију Јевреја због чега је Веће наложило заустављање. Између 25. марта и 20. октобра 1942, Словачка је послала око 57.700 Јевреја у нацистичке концентрационе логоре. Међутим, у септембру 1944. године настављена је депортација словачких Јевреја; до краја рата у априлу 1945. депортовано је око 13.500 додатних Јевреја.

## Оставка и смрт
До 1943. године Тукино здравље се погоршало до тачке када су се његове политичке активности знатно умањиле и почетком 1944. године планирао је оставку. После великих преговора о свом наследнику, поднео је оставку 5. септембра 1944. године, неколико дана након избијања Словачког националног устанка. Како је он био премијер у то време, оставка је укључивала целу владу. Туку је заменио Штефан Тисо (далеки рођак председника Јозефа Тисоа). Од тада надаље Тука више није учествовао у словачком политичком животу.
На крају рата, пошто је већ доживео мождани удар који га је везао за инвалидска колица, емигрирао је заједно са супругом, неговатељима и личним лекаром у Аустрију, где су га савезничке трупе ухапсиле након капитулације Немачке и предале га властима обновљене Чехословачке. Након кратког суђења, Војтех Тука је погубљен 20. августа 1946. године.

## Швајцарски банковни рачун
21. јула 1997, после две године лобирања, словачки јеврејски лидери убедили су чешку владу да врати имовину која је припадала словачким жртвама холокауста. Тог месеца, Швајцарско удружење банкара објавило је списак власника швајцарских рачуна из доба 2. светског рата са скривеним рачунима; на списку је било и име Војтеха Туке, према Симону Визенталу, који је тражио да Тукин рачун буде предат швајцарском фонду за жртве нациста.
Франтишек Александар, извршни председавајући Словачког централног удружења јеврејских верских заједница, рекао је за The Slovak Spectator да би средства са рачуна требало да усмери међународно веће правде. Јозеф Вајс, шеф канцеларије Удружења, рекао је да Удружење не верује да има законско или морално право да узме новац са Тукиног приватног рачуна, како би наплатило грешке словачке владе. Уместо тога, сугерисао је Вајс, новац би требао бити искоришћен за плаћање одржавања гробова словачких војника који су узалуд умрли у борби с нацистима против руских ослободилачких снага на Источном фронту.
Иван Каменец, словачки ратни историчар, рекао је да су Тукини послови били „добро плаћени“; канцеларије министра спољних послова и члана централног одбора ХСЛ плаћале су више од 10.000 словачких круна месечно, рекао је. Иако је Каменец одбио нагађати о величини Тукиног рачуна, приметио је да су Тукини животни захтеви били скромни.